# SNCASO SO.8000 Narval
O SNCASO SO.8000 Narval (Narval) foi um caça francês projetado pela Sud-Ouest no final da década de 1940. Apenas dois protótipos foram construídos e o modelo não entrou em produção.

## Projeto e desenvolvimento
O Narval era motorizado por duas hélices contra-rotativas em configuração por impulsão giradas por um motor Arsenal 12H (uma cópia do Jumo 213). Dois protótipos foram construídos, tendo o primeiro voado pela primeira vez em 1 de Abril de 1949. O desenvolvimento foi abandonado no início da década de 1950, pois o projeto já estava ficando obsoleto.